# Halicampus
Halicampus es un género de peces pipa de la familia Syngnathidae. El género fue descrito inicialmente por Kaup en 1856.

## Etimología
El nombre Halicampus deriva del griego. La primera parte del nombre, hali, es la palabra para mar o sal cuando se utiliza en combinación con otras palabras, derivada de ἅλς, háls. En este caso, hali- se combina con campus, que es el término griego para campe, curva.

## Especies
En este género hay 12 especies reconocidas:
- Halicampus boothae (Whitley, 1964)
- Halicampus brocki (Herald, 1953)
- Halicampus dunckeri (Chabanaud, 1929)
- Halicampus edmondsoni (Pietschmann, 1928)
- Halicampus grayi Kaup, 1856
- Halicampus macrorhynchus Bamber, 1915
- Halicampus marquesensis C. E. Dawson, 1984
- Halicampus mataafae (D. S. Jordan & Seale, 1906)
- Halicampus nitidus (Günther, 1873)
- Halicampus punctatus (Kamohara, 1952)
- Halicampus spinirostris (C. E. Dawson & G. R. Allen, 1981)
- Halicampus zavorensis C. E. Dawson, 1984

## Distribución

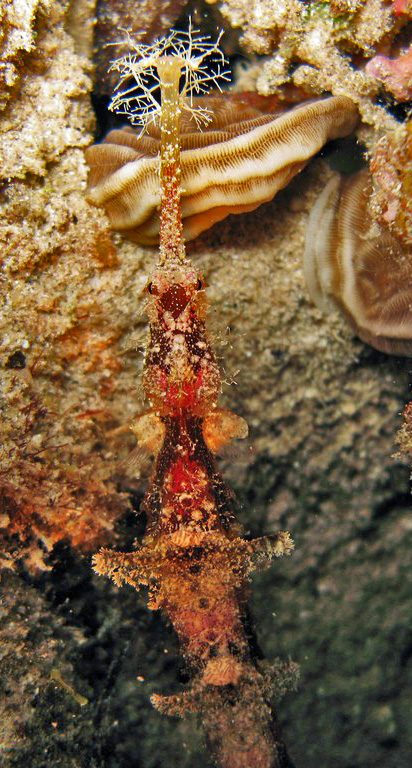
Halicampus macrorhynchus

Las especies de Halicampus se encuentran mayoritariamente en aguas superficiales tropicales o subtropicales de los océanos Pacíficos, Índico y sudeste del océano Atlántico. El tamaño de los adultos puede variar entre 50 y 200 mm. Generalmente son sigilosos y con frecuencia se camuflan por lo que se los ve raras veces; algunas especies son bastante comunes. Halicampus zavorensis, por ejemplo, es conocido solo por tres especímenes del noroeste del océano Índico pero se desconoce si esto es debido a la rareza de la especie o el resultado de su comportamiento. Los adultos normalmente son encontrados en profundidades menores a 100m, pero los juveniles son pelágicos y pueden encontrarse a profundidades mayores.

## Biología

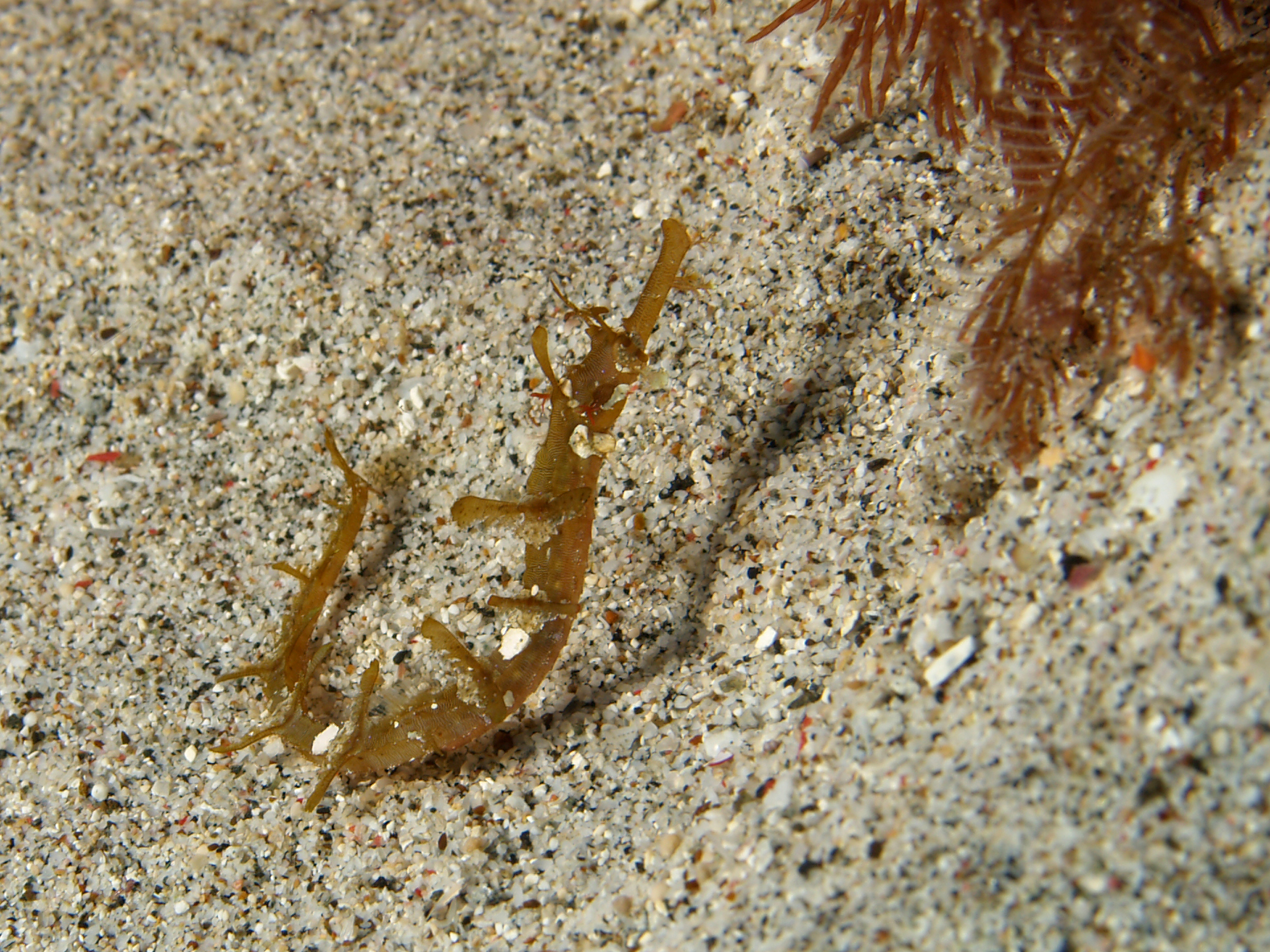
Halicampus macrorhynchus

Los adultos viven principalmente en zonas protegidas, como los arrecifes de coral, praderas de pastos marinos o entre macroalgas. Algunas especies se encuentran más frecuentemente sobre o en los escombros de coral y arena o barro. Junto con otros miembros de la familia Syngnathidae, tienen una cubierta ósea protectora o armadura de placas óseas que cubren su superficie corporal. Esto limita su flexibilidad, de modo que tienden a nadar lentamente, utilizando principalmente movimientos rápidos de aleta. También tienen mandíbulas característicamente fusionadas. Para aquellas especies donde se conocen los hábitos de alimentación, la dieta se compone de pequeños crustáceos planctónicos que atrapan con la boca pequeña en la punta del hocico delgado. Tienen ojos relativamente grandes y un cráneo con la parte trasera elevada. La cabeza recuerda la de un caballito de mar, en contraste con el cuerpo largo y delgado. A menudo hay proyecciones que salen del cuerpo y la cabeza a intervalos regulares a lo largo del cuerpo.

## Reproducción
Las especies de Halicampus son ovovivíparos por lo que dan a luz a crías vivas. Al igual que los caballitos de mar (Hippocampus spp.) y otros miembros de la familia Syngnathidae, los huevos se transfieren en el apareamiento a una bolsa incubadora en la superficie ventral del macho. La bolsa de la cría se extiende desde justo detrás del ano hacia la mitad a lo largo de la cola. Está formada por pliegues alargados de la superficie de la piel que están menos protegidos por placas óseas que el resto del cuerpo. Los huevos se incuban dentro de las células individuales de la piel en la bolsa incubadora, y se liberan cuando su saco vitelino se ha agotado. En aquellas especies sobre las que se sabe más, los peces recién nacido se convierten en miembros del plancton; son pelágicos y nadan libremente hasta que llegan a la mitad aproximada de su tamaño final, cuando se instalan en los hábitats preferidos de los adultos.